# Candomblé-Musik
Die Musik des Candomblé ist ein elementarer Bestandteile der Zeremonien der afro-brasilianischen Candomblé-Religion. Die (Trommel-)Musik bildet dabei eine Einheit mit dem Tanz und Gesang der Gemeindemitglieder.

## Ursprung
Der Ursprung des Candomblé liegt in (West-)Afrika. Angehörige v. a. der Yoruba, Ewe, Fon und Bantu brachten im Zuge der Sklaverei ihre Religion und damit auch die dazugehörige Musik nach Brasilien. Deshalb ist die Musiktradition des Candomblé eng verwandt mit derjenigen der Santería auf Kuba oder des Voodoo auf Haiti, die eine analoge Geschichte haben, auch wenn die einzelnen Religionen jahrhundertelang voneinander isoliert waren und sich nicht gegenseitig beeinflusst haben. Die gemeinsamen Ursprünge werden aber im Repertoire der Lieder sehr deutlich, die sowohl im Candomblé, als auch in der Santería auf Yoruba gesungen werden und häufig identisch sind, während die begleitende Trommelmusik variiert.
In Brasilien sind auch Macumba und Umbanda afrikanischen Ursprungs. Die Zeremonien beider Religionen werden ebenfalls von Gesang und Trommel begleitet, haben aber wiederum eigene Musiktraditionen.
Obwohl die Toques (die verschiedenen Rhythmen) in Zeremonien zur Anrufung der Gottheiten verwendet werden, sind sie nicht ausschließlich religiösen Zwecken vorbehalten. Unmittelbar geht die Afoxé-Musik Bahias aus der Musik des Candomblé hervor und auch der Maracatú in Pernambuco hat wohl seine Wurzeln im Ritual des Candomblé. Viele Candomblé-Rhythmen haben darüber hinaus Eingang in die música popular brasileira (MPB) gefunden, und auch die populäre Axé-Musik, wie sie z. B. Daniela Mercury spielt, ist vom Candomblé beeinflusst.

## Zeremonie
Die Gottheiten, die Orixás, werden durch Trommeln, Gesang und Tanz angerufen, wobei manche Rhythmen nur für einen Orixá verwendet werden, andere, mit unterschiedlichen Gesängen, für mehrere Orixás gespielt werden. Insgesamt gibt es mehr als 50 verschiedene Rhythmen und je nach Gemeinschaft bis zu 500 verschiedene Gesänge. Die Orixás werden bei jeder Zeremonie in einer bestimmten Reihenfolge angerufen: Als erstes kommt immer Exú, der Türhüter, danach folgen Ogum, Oxóssi, Obaluaiê, Ossaim, Oxumaré, Xangô, Oxum, Iansã, Nanã, Iemanjá und Oxalá.

## Die Aufführungspraxis
Das Musikerensemble besteht grundsätzlich aus drei Trommlern und einer Aufschlagglocke. Ihr Leiter hat die Funktion eines Ogã, einer ranghohen Persönlichkeit innerhalb der Gemeindehierarchie, und wird Alabê oder Ogã de atabaque genannt. Während sonst viele hohe und höchste Positionen in einem Candomblé-Terreiro von Frauen besetzt werden, ist der Bereich der Trommler den Männern vorbehalten. Gesungen wird von der Gemeinde, in einem Wechselgesang mit einem Vorsänger.
Im Gegensatz zu den heiligen Kindern (den Initiierten, Eingeweihten), die beim Tanz in Trance fallen (können), ist dies für die Musiker nicht vorgesehen, ja sogar ausgeschlossen.
Gespielt wird auf Atabaques, Conga-ähnlichen Trommeln, die in drei Tonhöhen vorkommen. Die tiefste ist die Rum. Sie hat eine leitende Funktion, markiert die einzelnen Abschnitte des Tanzes und des Gesangs, und ist die einzige Trommel, die die Freiheit zum (geregelten) Improvisieren hat. Etwas höher gestimmt ist die Rumpi, die höchste heißt Lê. Viertes Instrument ist die Gã (Gongue), die die Clave spielt. Ursprünglich gehörte auch die Xekerê zum Instrumentarium, ist aber im Laufe der Zeit fast überall verschwunden.
Die verschiedenen Nationen (Naçoes) des Candomblé unterscheiden sich musikalisch v. a. in der Spielweise der Atabaques: Im Candomblé de Ketu wird die Rum mit einer Hand und einem Stock, Rumpi und Lê mit zwei dünnen Stöcken gespielt. Beide Trommeln spielen i. d. R. das gleiche Begleitmuster, das einen dichten Teppich unter die Phrasen der Rum legt. Im Candomblé de Angola (und im Candomblé de Caboclo) werden dagegen alle drei Trommeln mit den Händen, wie auf einer Conga, gespielt. Hier haben Rumpi und Lê verschiedene Stimmen. (zur Spielweise s. a. Atabaque)
Häufig sind die Rhythmen (Toques) in 6/8 oder 12/8, es kommen aber auch 2/4-basierte Toques vor: Vassi, der für alle Orixás gespielt werden kann, steht in 6/8; Agueré, ein Toque für Oxóssi, ist dagegen in 2/4.

## Musikbeispiele
- Candomblé - Documentos Folclóricos Brasileiros; Produktion: Roberto Batalin; Editora XAUÃ, Pça. Mahatma Gandhi; Guanabara-Brasil
- Dudu Tucci: Orishas
- Capoeira, Samba, Candomblé (Begleit-CD zum Buch, s. u. Literatur)
- Luis da Muricoca: Candomble de Ketu
- Afro-Brazilian Ritual
- Bresil-Candomble de Angola